# Millettia sapindiifolia
Millettia sapindiifolia är en ärtväxtart som beskrevs av T. Chen. Millettia sapindiifolia ingår i släktet Millettia och familjen ärtväxter. Inga underarter finns listade i Catalogue of Life.